# Alejandra Pizarnik
Alejandra Pizarnik   (Avellaneda, 29 d'abril de 1936 - Buenos Aires, 25 de setembre de 1972) fou una poeta i traductora argentina. Nascuda dins una família d'immigrants jueus russos, va estudiar filosofia a la Universitat de Buenos Aires i pintura amb Juan Batlle Planas. Del 1960 al 1964, va viure a París, on va treballar per a la publicació Cuadernos i va seguir diferents cursos a la Sorbonne. Es va suïcidar amb 36 anys suposadament amb una sobredosi de barbitúrics.